# 埃内斯
埃内斯（法語：Eynesse，法語發音：[ɛnɛs]）是法国吉伦特省的一个市镇，属于利布尔讷区。

## 地理
埃内斯（44°49'30"N, 0°9'16"E）面积7.59 平方千米，位于法国新阿基坦大区吉倫特省，该省份为法国西南部沿海省份，是法國本土面积最大的省，北起滨海夏朗德省，西临大西洋，南至朗德省，东南接洛特-加龍省，东临多爾多涅省。
与埃内斯接壤的市镇（或旧市镇、城区）包括：圣安托万德布勒伊、圣富瓦港和蓬沙、圣安德烈和阿佩勒、圣阿维德苏莱日、圣康坦德卡普隆。

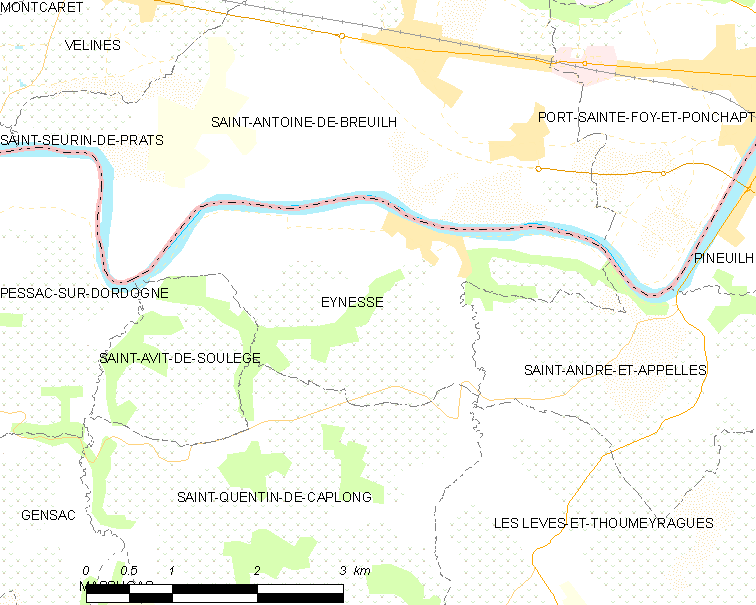
埃内斯的OSM定位图

埃内斯的时区为UTC+01:00、UTC+02:00（夏令时）。

## 行政
埃内斯的邮政编码为33220，INSEE市镇编码为33160。

## 政治
埃内斯所属的省级选区为勒雷奥莱-莱巴斯蒂德县。

## 人口

1962-2008年间埃内斯人口变化图示

埃内斯于2022年1月1日时的人口数量为591人。